# Buck Henry
Buck Henry   (Nova York, 9 de desembre de 1930 - Cedars-Sinai Medical Center, 8 de gener de 2020) va ser un actor, director de cinema i de televisió, escriptor i guionista estatunidenc.

## Primers anys
Henry era fill de l'actriu de cinema mut Ruth Taylor (1908-1984) i de Paul Stuart Zuckerman (1899-1965), exgeneral de la Força Aèria i corredor de borsa.
Buck Henry va anar a l'Escola Choate (ara Choate Rosemary Hall) i al Dartmouth College, on va conèixer a Bob Rafelson. També va treballar en la revista d'humor, Jack-O-Lantern, de Dartmouth. De 1959 a 1962 va participar d'una broma elaborada pel comediant Alan Abel, en la qual pretenia ser G. Clifford Prout, el sòbriament indignat president de la Society for Indecency to Naked Animals (‘societat per a la indecència dels animals nus'), que es presentava en programes d'entrevistes per parlar sobre els seus punts de vista.

## Carrera en televisió
El sec humor de Buck Henry va atreure l'atenció de la indústria de l'entreteniment. Es va convertir en membre de l'elenc en programes de televisió com The New Steve Allen Show (1961): i That Was the Week that Was (1964-1965). Amb Mel Brooks (1926-) va ser cocreador i guionista de la comèdia televisiva Get Smart (El superagent 86, entre 1965 i 1970). Dos dels seus projectes per a televisió van tenir vida curta, però són recordats amb afecte pels afeccionats: Captain Nice (1967), amb William Daniels com un poc inclinat superheroi, i Quark (1978), amb Richard Benjamin al comandament d'una nau espacial escombriaire a l'espai exterior.
El 2005 va aparèixer en la sèrie de televisió Will i Grace. El 2007 va fer dues aparicions en The Daily Show com a col·laborador. En la comèdia televisiva 30 Rock ha aparegut com el pare de Liz Lemon, Dick Lemon, en els episodis «Ludachristmas» (13 de desembre de 2007) i «Intermission del Senyor» (4 de novembre de 2010). El 2011 va aparèixer en diversos episodis de Hot in Cleveland com el promès d'Elka.

## Saturday Night Live
Entre 1976 i 1980, Buck Henry va ser presentador de Saturday Night Live en viu deu vegades. En aquests quatre anys es va convertir en una tradició que fos amfitrió de l'última funció de cada temporada. Buck Henry també va presentar l'únic intent de Saturday Night Live de realitzar una transmissió en viu des del Dijous Gras a Nova Orleans. El rècord de Buck Henry va ser trencat per Steve Martin quan aquest va presentar el final de la 14a temporada, el 1989.

### Personatges recurrents a «Saturday Night Live»
- Howard, un sàdic coordinador de dobles de risc.
- Marshall di LaMuca, pare del personatge Todd (representat per Bill Murray) en el esquetx dels nerds.
- Oncle Roy, un cuidador pedòfil de nens que disfressa com a jocs els seus intents d'abusar sexualment de les nenes que està cuidant (interpretades per Gilda Radner i Laraine Newman).
- El Sr. Dantley, l'honorable client freqüent de les moltes empreses del samurai Futaba (representat per l'actor John Belushi).

En l'episodi del 30 d'octubre de 1976, quan Buck Henry realitzava el esquetx del samurai Futaba, John Belushi va 
brandar el seu katana i involuntàriament li va fer un tall en el front. La ferida va començar a sagnar a dojo, i durant la resta del programa Buck Henry va haver de portar un gran embenatge en el front. Com a broma, cadascun dels altres membres de Saturday Night Live es van cobrir el front amb una bena.

### Imitacions de famosos en «Saturday Night Live»
- Charles Lindbergh
- John Dean
- Ron Nessen

## Cinema i teatre
Henry ha aparegut en més de 40 pel·lícules. Amb Warren Beatty va codirigir El cel pot esperar, la remake de 1978 de Here Comes Mr. Jordan, i va aparèixer en la pel·lícula com un àngel oficiós, reprenent el personatge interpretat originalment per Edward Everett Horton.
Els seus nombrosos crèdits com a guionista inclouen Candy, El mussol i la gateta, Què em passa, doctor?, Catch-22, El dia del dofí, Protocol i un somni. Va compartir una nominació al premi Oscar pel seu guió de El graduat, pel·lícula en la qual va fer un cameo. El 1997, Buck Henry va guanyar el premi Distinguished Screenwriter en el Festival de Cinema d'Austin.
Els seus crèdits a Broadway inclouen el revival de Morning's at Seven (2002). Al juliol de 2009 va protagonitzar Mother, una obra de Lisa Ebersole. en un teatre off-Broadway al costat de Holland Taylor.

## Filmografia

### Com a actor
filmografia com a actor
- 1959: El pont
- 1961: The New Steve Allen Show (sèrie de televisió), com Regular
- 1964: The troublemaker, com a T. R. Kingston
- 1967: El graduat, com a empleat a l'habitació de l'hotel
- 1968: The secret war of Harry Frigg, com Stockade Commandant
- 1968: Candy, com a pacient psiquiàtric
- 1970: Catch-22, com el tinent Korn
- 1970: El mussol i la gateta, com l'home que mira a través de la llibreria de Doubleday (sense acreditar).
- 1971: Taking off, com Larry Tyne
- 1971: Is there sex after death?, com a Dr. Louise Mans
- 1973: El dia del dofí, com l'home fora del club de dames (sense acreditar).
- 1976: The man who fell to Earth, com Oliver Farnsworth
- 1977: The absent-minded waiter (curtmetratge), com Bernie Catis
- 1977: Quark (sèrie de televisió), com dignatari
- 1978: El cel pot esperar, com l'escorta
- 1979: Old boyfriends, com Art Kopple
- 1980: Gloria, com Jack Dawn
- 1980: First family, com el pare Sandstone
- 1981: Strong medicine
- 1982: Menjant-se a Raúl, com Mr. Leech
- 1984: The new show (sèrie de televisió), com diversos personatges
- 1985: Alfred Hitchcock presents (sèrie de televisió), com a Walter Lang
- 1987: Ària, com Preston (segment "Rigoletto").
- 1987-1988: Falcon Crest (sèrie de televisió), com a Foster Glenn
- 1989: Murphy Brown (sèrie de televisió), com a Victor Rudman
- 1989: Rude awakening, com Lloyd Stool
- 1989: Trying Times (sèrie de televisió), com a l'home en la televisió
- 1990: Tune in tomorrow..., com el pare Serafim
- 1991: Shakespeare's Plan 12 from outer space, com el sacerdot
- 1991: Defending your life, com Dick Stanley
- 1991: The linguini incident, com Cecil
- 1992: The lounge people, com Lewis Louis
- 1992: Keep the change (telefilm), com Smitty
- 1992: Contes de la cripta (sèrie de televisió), com George
- 1992: Eek! the Cat (sèrie de televisió), com Cupid
- 1992: Mastergate (telefilm), com Clay Fielder
- 1993: Ciutat d'àngels, com Gordon Johnson
- 1993: Les dones també es posen tristes, com a Dr. Dreyfus
- 1993: Dos vells rondinaires (Grumpy Old Men), com Snyder
- 1995: Tot per un somni, com Mr. H. Finlaysson
- 1995: Harrison Bergeron (telefilm), com a productor de TV
- 1997: The real blonde, com a Dr. Leuter
- 1998: The man who counted (curtmetratge), com George Postlewait
- 1998: 1999, com Mr. Goldman
- 1998: I'm losing you, com Phillip Dagrom
- 1998: Crida a escena (Curtain Call), com Charles Van Allsburg
- 1999: Breakfast of champions, com Fred T. Barry
- 1999: Dilbert (sèrie de televisió), com Dadbert
- 2000: Famous, com Buck Henry
- 2001: Rics, casats i infidels, com Suttler
- 2004: The last shot, com Lonnie Bosco
- 2005: Will & Grace (sèrie de televisió), com Leonard
- 2007-2010: 30 Rock (sèrie de televisió), com Dick Lemon
- 2011: Hot in Cleveland (sèrie de televisió), com Fred
- 2011: A bird of the air, com Duncan Weber
- 2012: On Story (sèrie de televisió), com Buck Henry
- 2012: La llei i l'ordre: Unitat de víctimes especials (sèrie de televisió), com Mr. Morton
- 2013: Franklin & Bash (sèrie de televisió), com el jutge Henry Dinsdale
- 2013: Streetcar (curtmetratge), en postproducció, com a xèrif.

### Com a guionista
- 1964: The Troublemaker (amb Theodore J. Flicker).
- 1967: Captain Nice (telefilm).
- 1967: The Graduate (amb Calder Willingham); també representa un petit paper com a empleat d'un hotel
- 1968: Candy
- 1965-1970: Get smart (sèrie de televisió; cocreador).
- 1970: The Owl and the Pussycat
- 1970: Catch-22
- 1972: What's Up, Doc? (amb Peter Bogdanovich, Robert Benton i David Newman).
- 1973: The Day of the Dolphin
- 1975: Quark (sèrie de televisió).
- 1978: Heaven Can Wait (codirector).
- 1980: First Family (també director).
- 1980: Gloria
- 1984: The New Show (sèrie de televisió).
- 1984: Protocol
- 1985: Alfred Hitchcock Presents
- 1989: Trying Times (sèrie de televisió), director
- 1995: To Die For
- 1996: Great Railway Journeys
- 2001: Town and Country